# Małgorzata III Flandryjska
Małgorzata III (ur. 13 kwietnia 1350, zm. 16 marca 1405) – hrabina Flandrii, Artois, Burgundii, Rethel i Nevers, córka hrabiego Ludwika II de Male i Małgorzaty, córki księcia Brabancji Jana III.

## Życiorys
W 1357 r. poślubiła Filipa I (1346 – 21 listopada 1361), księcia Burgundii, syna Filipa Burgundzkiego, hrabiego Owernii, i Joanny I, córki Wilhelma XII z Owernii. Filip zmarł jednak na zarazę już w 1361 r. nie pozostawiając męskiego potomka.
Drugie małżeństwo Małgorzata zawarła 19 czerwca 1369 r. w Gandawie z Filipem II Śmiałym (15 stycznia 1342 – 27 kwietnia 1404), nowego księcia Burgundii, młodszego syna Jana II Dobrego, króla Francji, i Bonny, córki Jana I Luksemburskiego, króla Czech. Filip i Małgorzata mieli razem pięciu synów i cztery córki:
- Jan bez Trwogi (28 maja 1371 – 10 września 1419), książę Burgundii
- Karol (marzec 1372 – 13 lipca 1373)
- Małgorzata (16 października 1374 – 8 marca 1441), żona Wilhelma II Bawarskiego
- Ludwik (maj 1377 – 10 stycznia 1378)
- Katarzyna (kwiecień 1378 – 26 stycznia 1425), żona Leopolda IV Habsburga
- Bona (1379 – 10 września 1399)
- Antoni I (sierpień 1384 – 25 października 1415), książę Brabancji
- Maria (wrzesień 1386 – 2 października 1422), żona Amadeusza VIII, księcia Sabaudii
- Filip II (październik 1389 – 25 października 1415), hrabia Nevers

Po śmierci ojca w 1384 r. odziedziczyła hrabstwa Flandrii, Burgundii, Artois, Nevers i Rethel. Hrabstwo Nevers zostało rychło przekazane jej najstarszemu synowi. Rethel otrzymał jej młodszy syn, Antoni, w 1402 r. Pozostałe hrabstwa Małgorzata dzierżyła aż do swojej śmierci w 1405 r. (rok po śmierci swojego męża). Odziedziczył je jej najstarszy syn, Jan.
Według Guizota ojciec Małgorzaty nie chciał aby jego córka wyszła za Francuza, skłaniając się bardziej ku angielskim kandydatom. Został jednak przekonany przez swoją matkę, Małgorzatę Burgundzką.